# Smithville (Geòrgia)
Smithville és una població dels Estats Units a l'estat de Geòrgia. Segons el cens del 2000 tenia 774 habitants.

## Demografia
Segons el cens del 2000, Smithville tenia 774 habitants, 270 habitatges, i 198 famílies. La densitat de població era de 117,2 habitants/km².
Dels 270 habitatges en un 40,4% hi vivien nens de menys de 18 anys, en un 40,7% hi vivien parelles casades, en un 27,8% dones solteres, i en un 26,3% no eren unitats familiars. En el 25,6% dels habitatges hi vivien persones soles el 10,4% de les quals corresponia a persones de 65 anys o més que vivien soles. El nombre mitjà de persones vivint en cada habitatge era de 2,87 i el nombre mitjà de persones que vivien en cada família era de 3,44.
Per edats la població es repartia de la següent manera: un 33,5% tenia menys de 18 anys, un 10,3% entre 18 i 24, un 26% entre 25 i 44, un 20,7% de 45 a 60 i un 9,6% 65 anys o més.
L'edat mediana era de 30 anys. Per cada 100 dones de 18 o més anys hi havia 86,6 homes.
La renda mediana per habitatge era de 31.500 $ i la renda mediana per família de 37.083 $. Els homes tenien una renda mediana de 29.375 $ mentre que les dones 19.286 $. La renda per capita de la població era de 12.193 $. Entorn del 23,3% de les famílies i el 27,7% de la població estaven per davall del llindar de pobresa.

## Poblacions més properes
El següent diagrama mostra les poblacions més properes.